# Бранислав Прелевић
Бранислав Прелевић (рођен 19. децембра 1966) бивши је југословенски кошаркаш а данас функционер. Познат је као некадашњи кошаркаш Црвене звезде и пре свега грчког ПАОК-а. По одласку у Грчку добио је и грчко држављанство. Тренутно је председник ПАОК.

## Каријера

### Црвена звезда
Прелевић је своју кошаркашку каријеру започео у Црвеној звезди. У сезони 1986/87. по први пут наступа за први тим где остаје свега две сезоне. Следеће сезоне је играо феноменално. Црвена звезда је у полуфиналу плеј-офа победила Цибону предвођену Драженом Петровићем, а Прелевић је у победи у Загребу био незаустављив и постигао 32 поена.

### ПАОК
Његову кошаркашку каријеру је онда обележило играње за солунски клуб ПАОК, где је играо све до 1996. године. Са ПАОК-ом је успео да освоји Куп купова 1991. године као и титулу првака Грчке 1992. године. 1993. успевају да дођу и до полуфинала Евролиге, а 1994. године освајају и тада међународни Куп Радивоја Кораћа. Овај изузетно успешан период у његовој каријери је крунисао и са титулом најбољег играча Грчке лиге 1995. године.

### Киндер
Године 1996. Прелевић прелази у италијански Киндер где се задржава само једну сезону. У Киндеру је у Евролиги просечно постизао око 10 поена и имао 2,1 скокова и 1,7 асистенција по утакмици. Са Киндером је освојио Куп Италије и био је проглашен за МВП-ја Купа.

### АЕК
Након тога се враћа у Грчку али у супарнички клуб ПАОК-а, атински АЕК. Са АЕК-ом није дошао до титула али је био финалиста Евролиге.

### Повратак у ПАОК
Ипак при крају каријере одлучује да се врати у ПАОК, где проводи само једну сезону. Али након тога на различитим функцијама остаје у клубу до данашњег дана. У сезони 2001/02. био је помоћни тренер овог тима. Након тога у периоду од 2002. до 2005. године је био и први тренер ПАОК-а. Од 2011. је на функцији председника овог клуба.

### Репрезентација
Био је део кадетске кошаркашке репрезентације Југославије која је освојила златну медаљу на Европском првенству. Од познатијих играча у тој репрезентацији су били и Жарко Паспаљ, Јуре Здовц, Лука Павићевић и Иво Накић. Никада није добио прилику да заигра за сениорску репрезентацију Југославије.